# Саша Косовић
Саша Косовић (Сарајево, 18. јул 1979) српски је кошаркашки тренер и тренутно је помоћни тренер у репрезентацији Србије

## Каријера
Кошарку је почео да тренира са седам година и тренирао је у Босни све до 1992. године када се због рата иселио из Сарајева. Након тога је играо у Гацку и Требињу али је после две сениорске одлучио да прекине играчку каријеру. 1999. године је уписао ДИФ а од 2002. године се паралелно бавио тренирањем млађих категорија.

### Тренерска каријера
2007. године се враћа у Требиње где је радио као помоћни тренер три године. 2010. године долази у ФМП као помоћни тренер Бошку Ђокићу и Аци Петровићу. Од 2011. године је помоћни тренер Црвене звезде.

## Остало
На Факултету за физичку културу у Београду је дипломирао 2006, а на Високој школи за кошаркашке тренере је дипломирао 2014. године.